# بلو لاگون (چشمه آبگرم)
بلو لگون (ایسلندی: Bláa lónið) یک چشمهٔ آبگرم و یکی از پر بازدیدترین جاذبه‌های ایسلند است. این چشمه آبگرم در یک زمین گدازه‌ای در گرینداویک در شبه جزیرهٔ ریکیانس در جنوب غربی ایسلند در منطقه‌ای که از سطح مطلوبی از انرژی زمین گرمایی برخوردار است قرارگرفته. این چشمهٔ آبگرم در حدود ۲۰ کیلومتر (۱۲ مایل) از فرودگاه بین‌المللی کفلاویک و ۳۹ کیلومتر (۲۴ مایل) از شهر ریکیاویک قرار گرفته و فاصله آن از فرودگاه حدود ۲۱ دقیقه و از ریکیاویک حدود ۵۰ دقیقه رانندگی است.

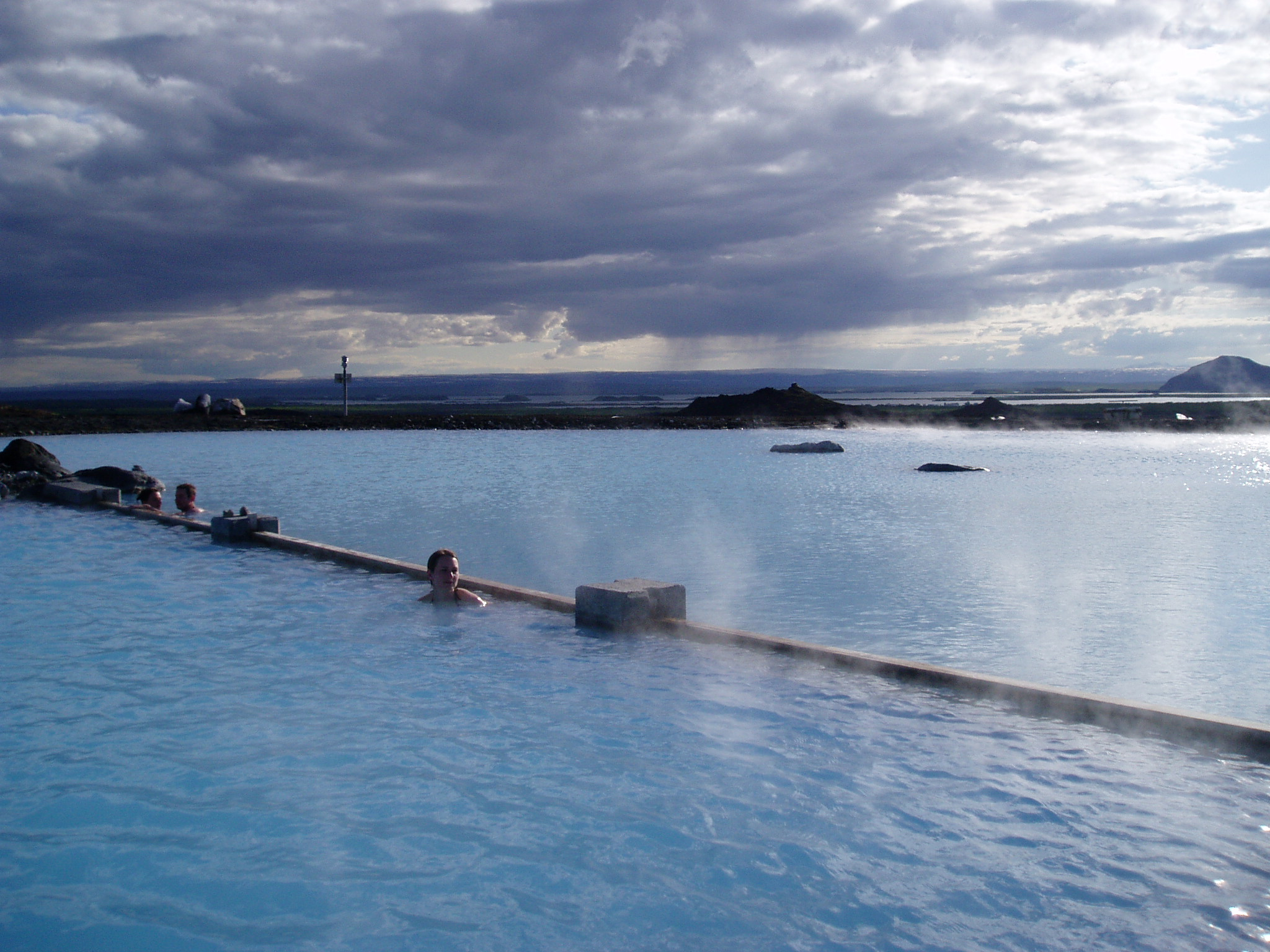
بلو لاگون در ایسلند

## توضیحات
آبهای گرم سرشار از مواد معدنی مانند سیلیس و گوگرد هستند و گفته می‌شود حمام کردن در بلولاگون به بهبود برخی از افراد مبتلا به بیماری‌های پوستی مانند پسوریازیس کمک می‌کند. دمای آب در قسمت حمام و شنای این چشمهٔ آبگرم به‌طور متوسط بین ۳۷–۳۹ درجه سلسیوس (۹۹–۱۰۲ درجه فارنهایت) است. بلو لاگون همچینن بخشی برای تحقیق و توسعه در زمینهٔ کمک به پیدا کردن درمان بیماری‌های پوست با استفاده از آب غنی از مواد معدنی دارد.
این آبگرم، یک تالاب مصنوعی است که آب آن از نیروگاه زمین گرمایی سوارتسنگی که در نزدیکی آن قرار دارد تأمین می‌شود و هر دو روز یک بار آب آن تعویض می‌شود.
ایسلند قوانین بهداشتی دقیقی دارد و بازدیدکنندگان ملزم هستند قبل از استفاده از چشمه آبگرم دوش بگیرند. دوش‌های عمومی این مجموعه برای زنان و مردان مجزا هستند.
مواد موجود در آب‌های بلو لوگان حاوی سیلیکا، کلر، سدیم، فلوئور، پتاسیم، سولفات، کلسیم، کربن دی‌اکسیداست.